# Serra de Bovet
La Serra de Bovet és una serra situada als municipis de Baix Pallars i Soriguera al Pallars Sobirà, amb una elevació màxima de 1.755,7 metres.